# 克齊寧卡河
53°05′03″N 17°17′21″E / 53.084094°N 17.289070°E
克齊寧卡河是波蘭的河流，位於該國北部，流經庫亞維-波美拉尼亞省和大波蘭省，屬於諾泰奇河的左支流，發源自克齊尼亞附近。